# Eoammosphaeroides
Eoammosphaeroides es un género de foraminífero bentónico de la subfamilia Archaesphaerinae, de la familia Archaesphaeridae, de la superfamilia Parathuramminoidea, del suborden Fusulinina y del orden Fusulinida. Su especie tipo es Eoammosphaeroides subrus. Su rango cronoestratigráfico abarca desde el Ludloviense (Silúrico superior) hasta la Devónico inferior.

## Discusión
Clasificaciones más recientes incluyen Eoammosphaeroides en la superfamilia Caligelloidea, del suborden Earlandiina, del orden Earlandiida, de la subclase Afusulinana y de la clase Fusulinata.

## Clasificación
Eoammosphaeroides incluye a la siguiente especie:
- Eoammosphaeroides subrus †